# Anders Bergius (1617–1679)
Anders Bergius, född 1617, död 1679, var en svensk borgmästare, riksdagsledamot och politiker.

## Biografi
Anders Bergius föddes 1617. Han arbetade som borgmästare i Nyköpings stad. Bergius avled 1679.
Bergius var riksdagsman för borgarståndet i Nyköping vid riksdagen 1654, riksdagen 1664, riksdagen 1672, riksdagen 1675 och riksdagen 1678.

### Familj
Bergius gifte sig 1651 med Engel Thun (1620–1711), dotter till Michael Thun och Catharina Danckwardt. De fick tillsammans dottern Catharina Bergius som var gift med lanträntmästaren Olof Rockman i Nyköping.